# Parathyma privata
Parathyma privata är en fjärilsart som beskrevs av Hans Fruhstorfer 1906. Parathyma privata ingår i släktet Parathyma och familjen praktfjärilar. Inga underarter finns listade i Catalogue of Life.